# 大室古墳群 (前橋市)

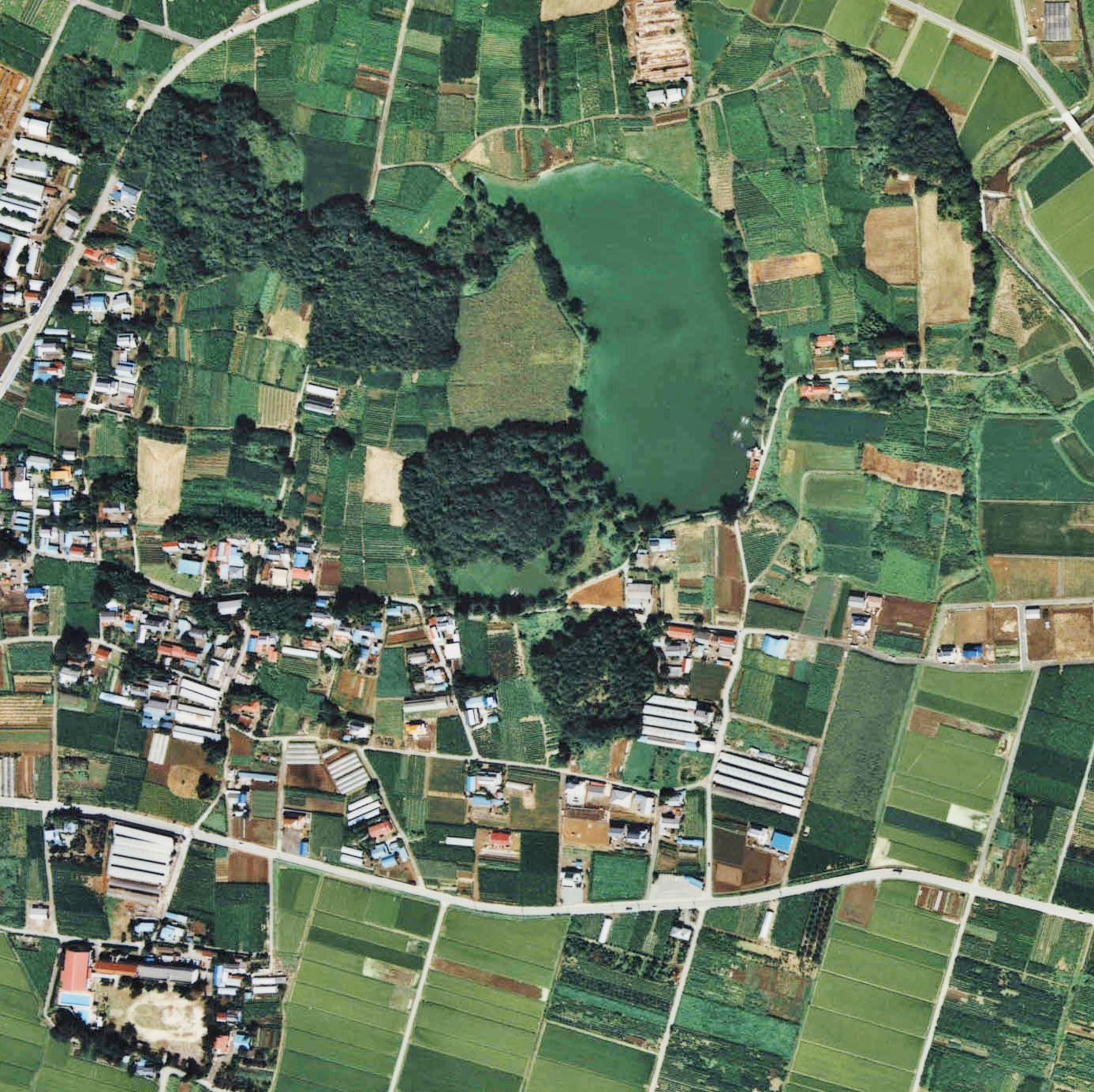
大室公園整備前の大室古墳群
（1986年度撮影）。

大室古墳群（おおむろこふんぐん）は、群馬県前橋市東大室町・西大室町にある古墳群。4基が国の史跡に指定されている。
赤城山の南麓の城南地区に分布しており、前二子古墳・中二子古墳・後二子古墳の3基の大型前方後円墳を中心に築造されている。築造年代は、6世紀初頭から6世紀後半にかけてであり、前二子山古墳・中二子古墳・後二子古墳の順に造営されたと推定されている。

## 主な古墳
- 前二子古墳
- 中二子古墳
- 後二子古墳
- 小二子古墳
- 内堀1号墳(M1号墳)
- 内堀4号墳(M4号墳)

この他、内堀1号墳の西側などにも小円墳群が存在していたことが発掘により判明している。

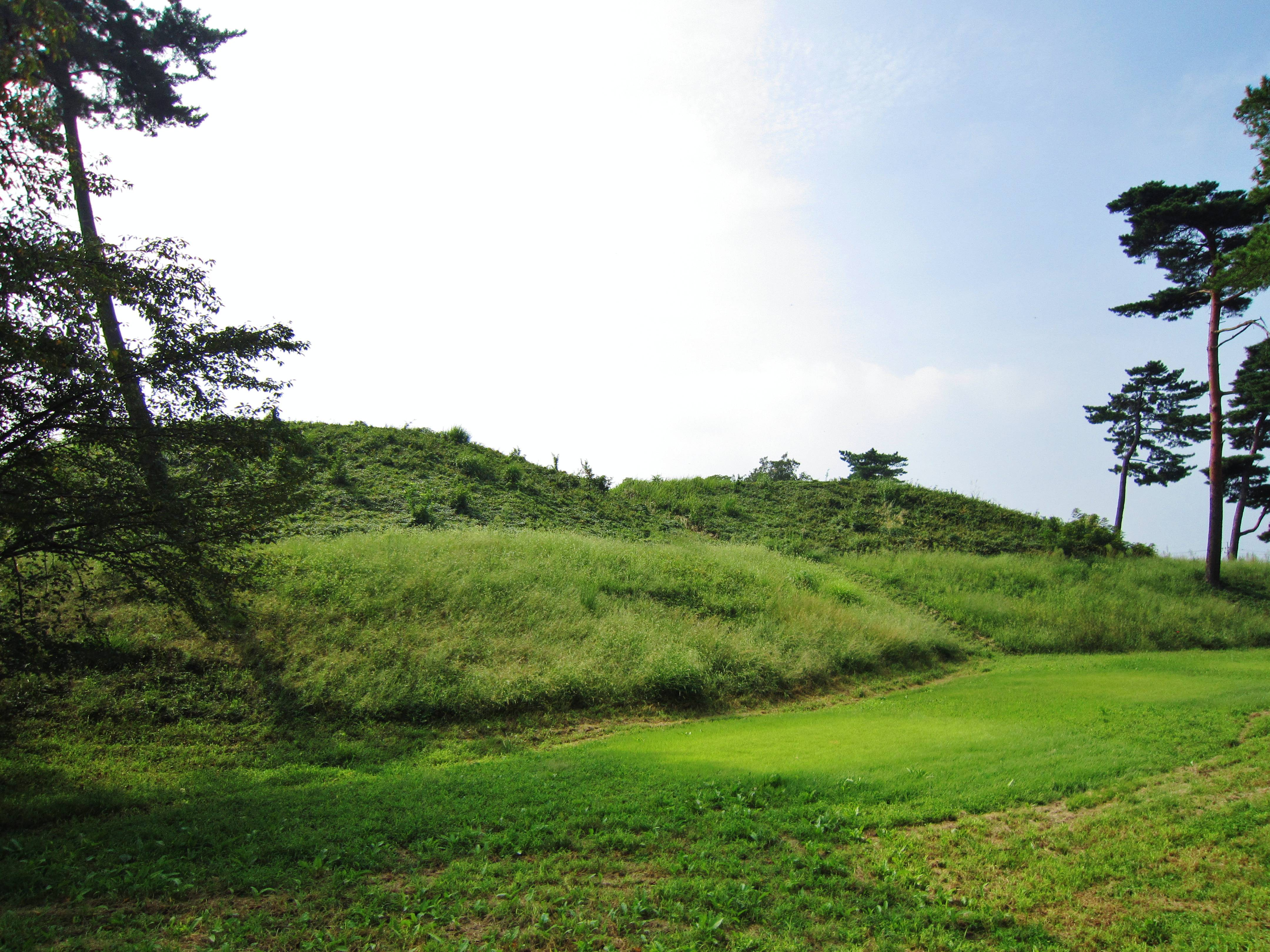
前二子古墳
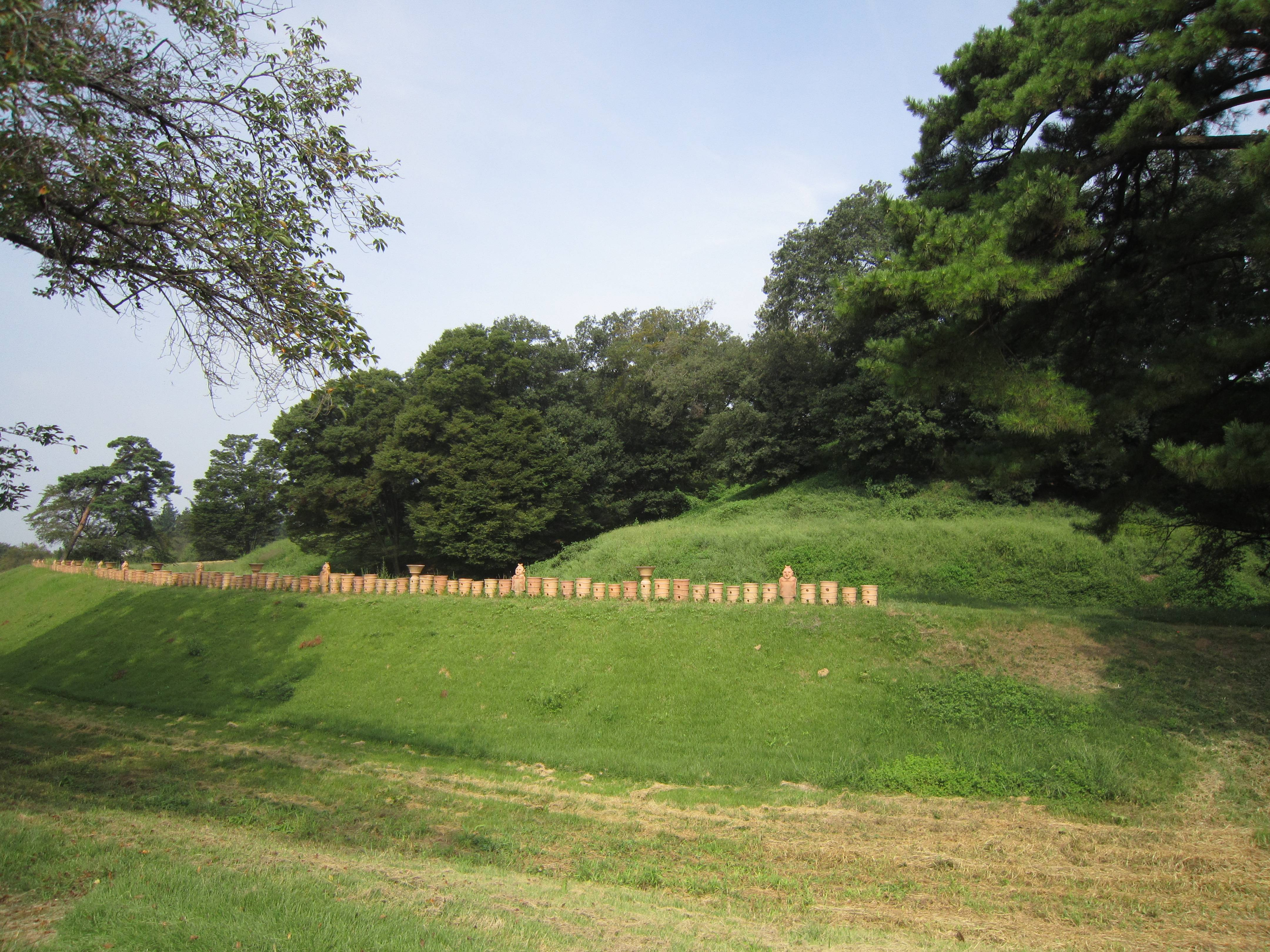
中二子古墳
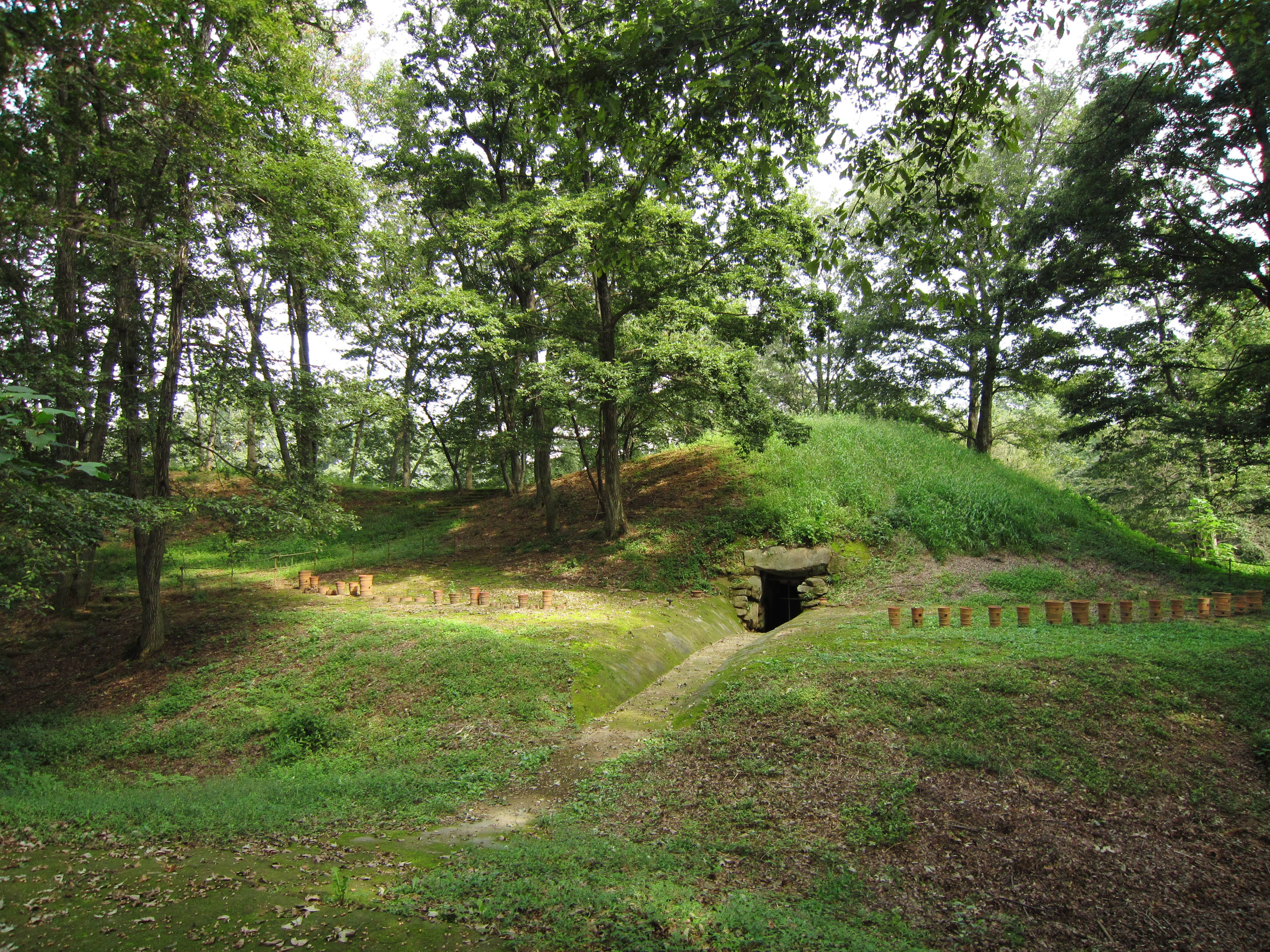
後二子古墳
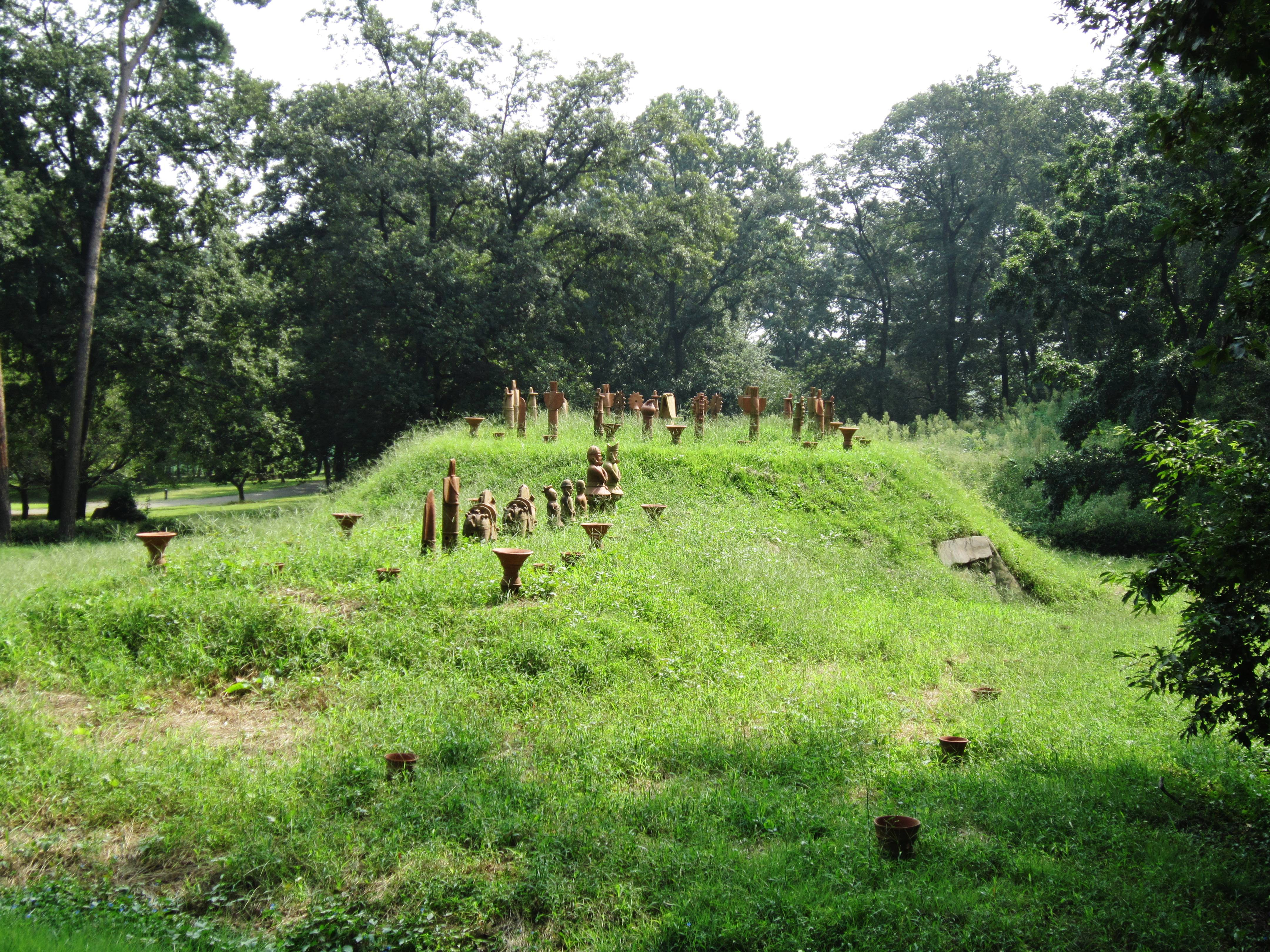
小二子古墳
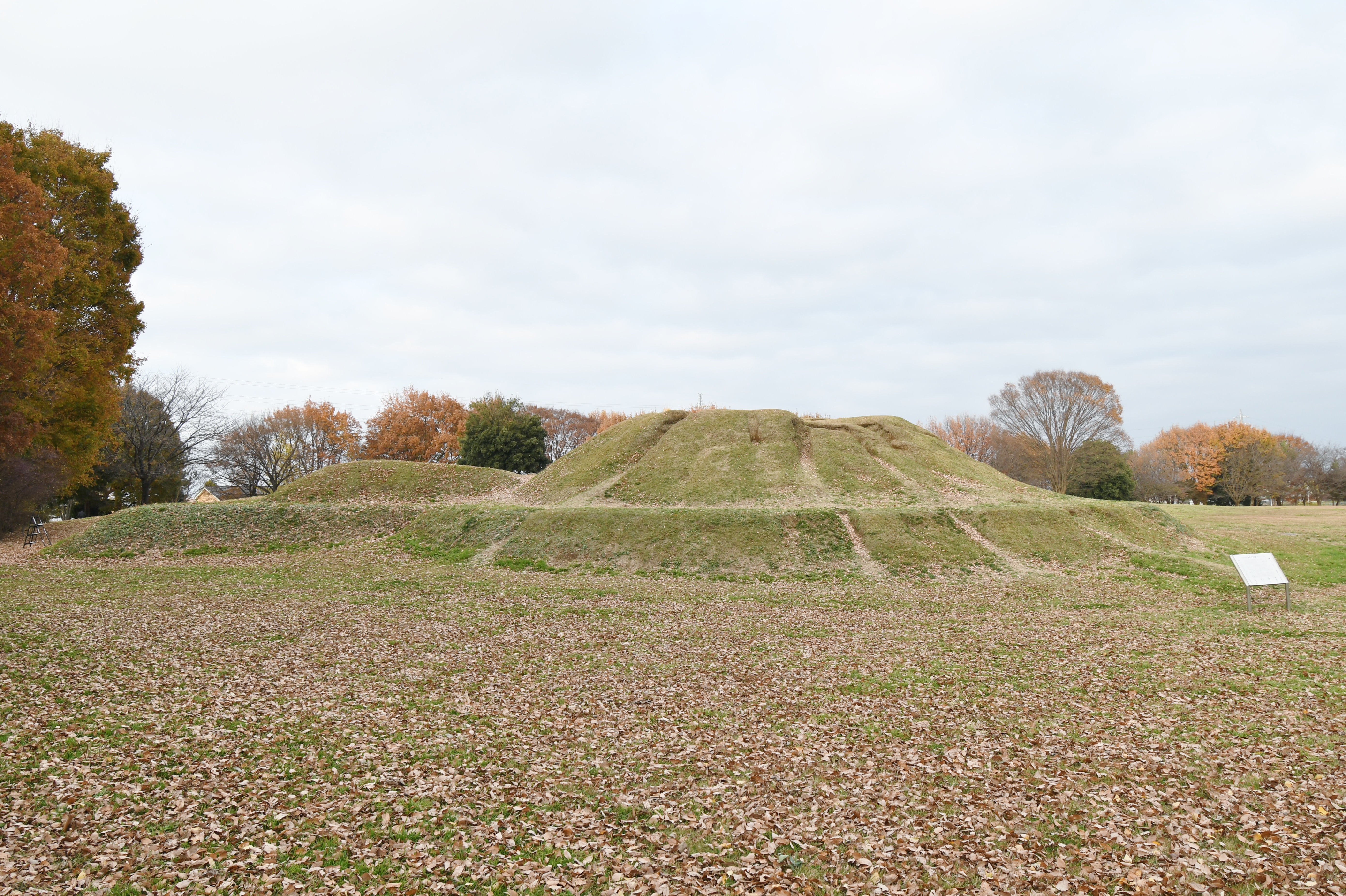
M-1号墳
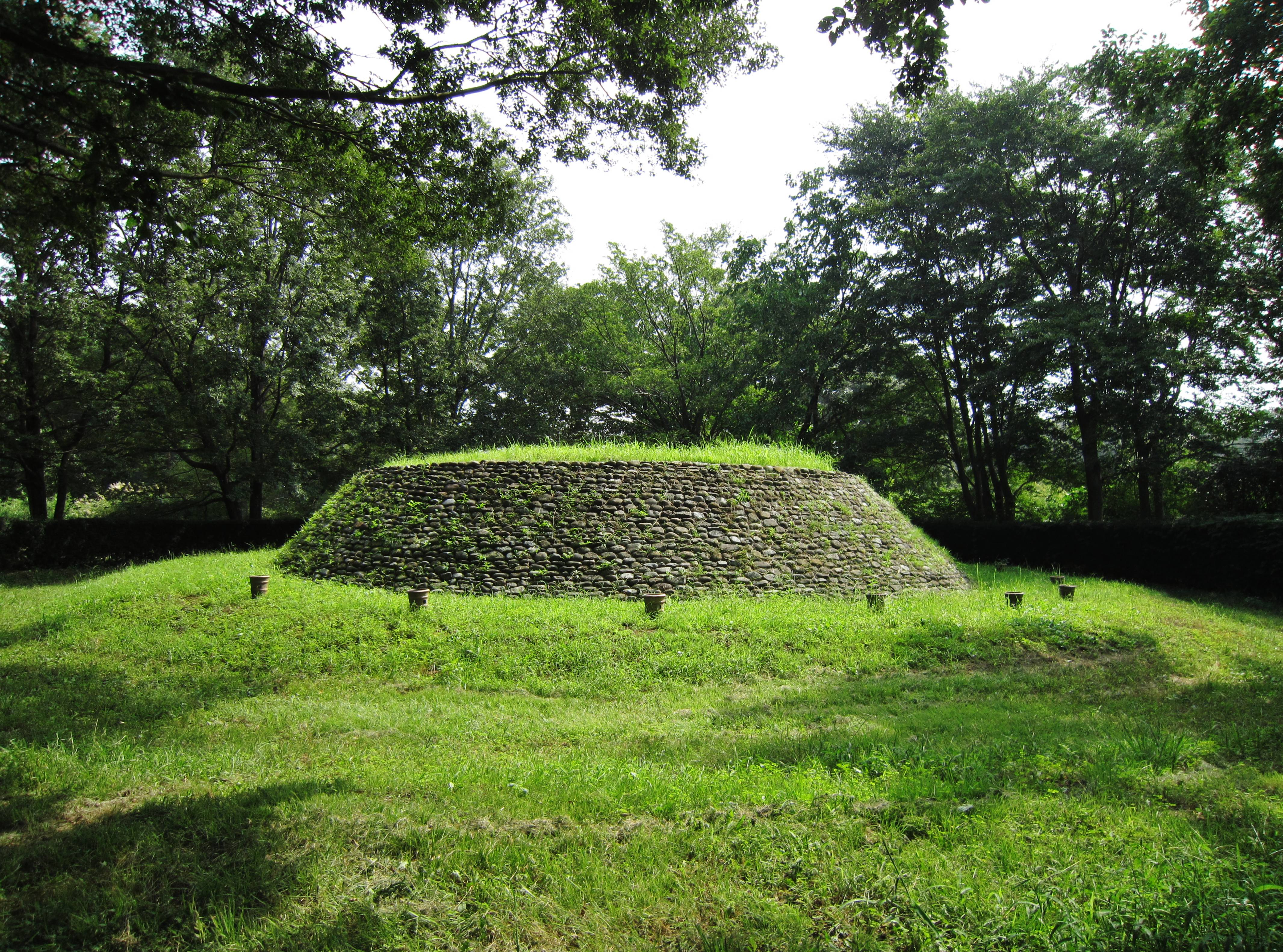
M-4号墳

## 大室公園

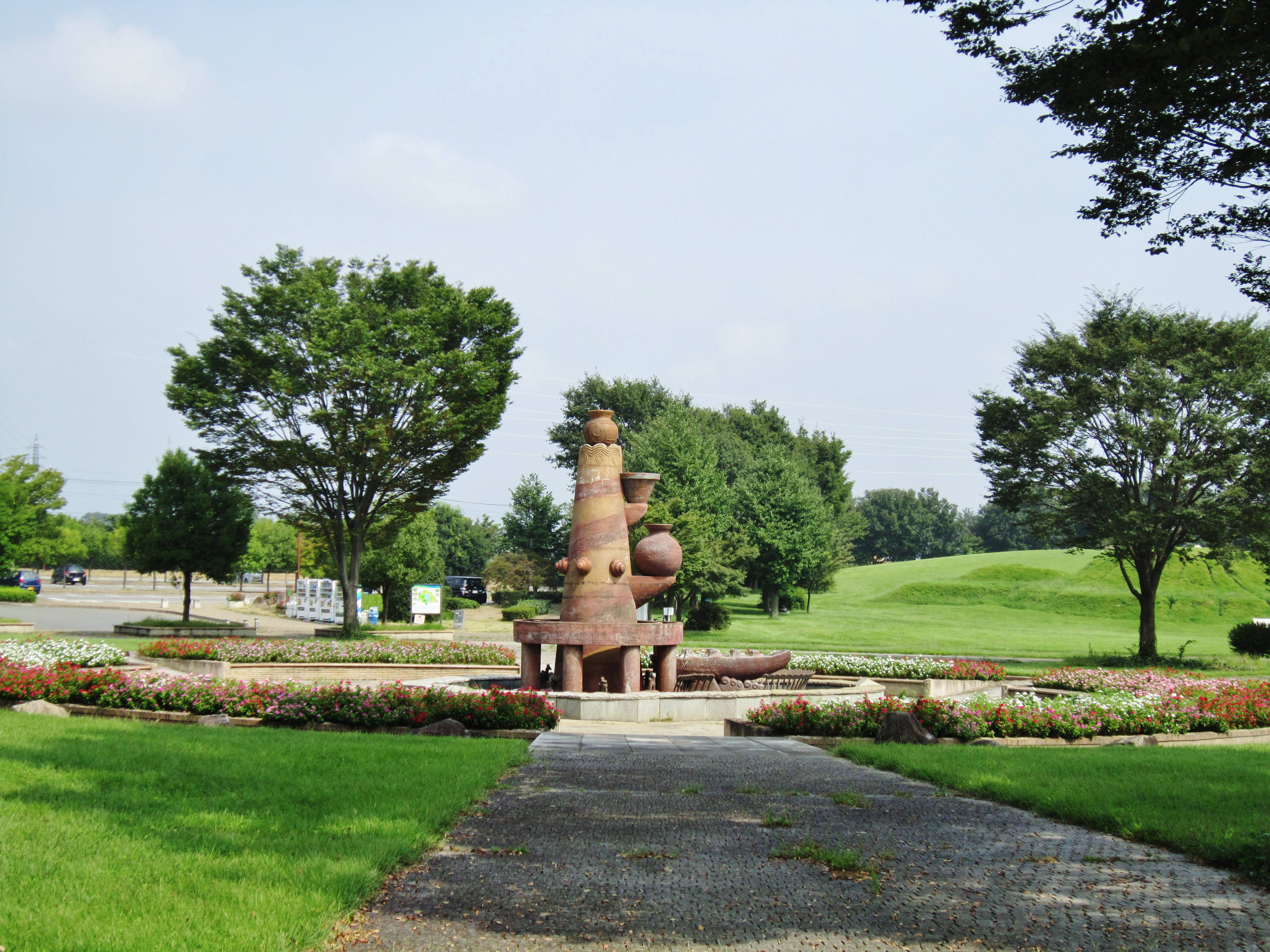
大室公園・時の広場

現在、大室古墳群の周辺は公園として整備されており、日本の歴史公園100選に選定されている。

## 文化財

### 国の史跡
- 前二子古墳 - 1927年（昭和2年）4月8日指定[1]。
- 中二子古墳 - 1927年（昭和2年）4月8日指定[2]。
- 後二子古墳ならびに小古墳 - 1927年（昭和2年）4月8日指定[3]。